# Landesstraße 30
Die L30 ist eine Landesstraße L in Niederösterreich. Sie führt auf einer Länge von 41 Kilometern von der Donau Straße B 3 in Stockerau über Oberolberndorf – Sierndorf – Höbersdorf – Senning zur L 25, von dieser über Streitdorf – Niederhollabrunn – Karnabrunn zur Laaer Straße B 6, von dieser über Weinsteig – Kreuttal – Unterolberndorf zur L 6 und von dieser über Traunfeld zur Nord Autobahn A 5 und zur Brünner Straße B 7.